# ۸۵۱ (خورشیدی)
۸۵۱ هشتصد و پنجاه و یکمین سال هجری خورشیدی است.